# Trioxys annae
Trioxys annae är en stekelart som beskrevs av Hagop Haroutune Davidian 2005. Trioxys annae ingår i släktet Trioxys och familjen bracksteklar. Inga underarter finns listade i Catalogue of Life.